# 로몬드호
로몬드 호(스코트어: 로크 로몬드, Loch Lomond)는 브리튼섬에서 가장 큰 담수호이며, 스코틀랜드에서 가장 큰 호수이다. 스코틀랜드 롤랜드(지명) 지방 서부와 하일랜드 지방 남부에 위치해 있다. 글래스고에서는 북서쪽으로 20km로 떨어진 지점에 있다. 로몬드 호와 트로서크스 국립공원에 속해 있어, 관광지로 유명하다.

## 로크 로몬드(고전 포크송)
로몬드 호를 배경으로 한 스코틀랜드 고전 포크송도 널리 알려져 있다. 제목은 보니 뱅크스 어브 로크 로몬드(Bonnie banks of Loch Lomond), 또는 그냥 로크 로몬드이며, 스코틀랜드 고전 포크송 가운데 가장 유명한 곡이다.

스코틀랜드의 2인조 포크 그룹인 더 코리스의 1987년도 앨범인 <Barrett's Privateers>에는 다음과 같은 버전이 실려 있다. 위의 곡과는 가사와 가락이 모두 다르나 후렴구(Chorus)는 거의 비슷하다. 1745년의 재커바이트의 반란과 관련이 있으며(가사 중 Prince Charlie는 젊은 왕위 요구자인 찰스 에드워드 스튜어트를 지칭함), 차이점이 있다면 영어의 비중이 높은 위 곡과 달리 스코트어의 비중이 높으며, 마지막 연에서 천국에서 다시 만나기를 소망하고 있다는 점이다. 